# Marilou le Grand
Marilou le Grand (Hoorn, 19 mei 1970) is een voormalig televisiepresentatrice op de Nederlandse televisiezender RTL 4. 
Sinds 2000 presenteerde Le Grand als vrijwilliger op de televisiezender Emma TV van het Emma Kinderziekenhuis. Vanaf 2002 presenteerde ze landelijk op RTL 4 bij het ochtendmagazine-programma Lijn 4. 
Van 2005 tot 2007 was Le Grand te zien als presentatrice van het programma TV Makelaar. Dit presenteerde ze samen met Sybrand Niessen. In 2007 nam Froukje de Both het stokje van haar over. Daarna presenteerde ze Yacht Vision op RTL 4 en 7.
Begin 2007 deed Le Grand mee aan het programma Dancing on ice op RTL 4.
In 2008 verhuisde Le Grand naar Nieuw-Zeeland en is daardoor niet meer werkzaam bij RTL.